# Empoasca versicolor
Empoasca versicolor är en insektsart som beskrevs av Rowland Southern 1982. Empoasca versicolor ingår i släktet Empoasca och familjen dvärgstritar. Inga underarter finns listade i Catalogue of Life.